# Ludwig XVI.

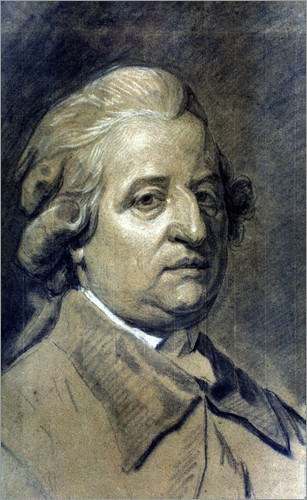
Joseph Ducreux: Porträt Ludwigs XVI. Pastellmalerei, entstanden wenige Tage vor seiner Hinrichtung.
Ludwigs Unterschrift:

Ludwig XVI., französisch Louis XVI (* 23. August 1754 in Schloss Versailles als Prinz Ludwig-August von Frankreich, Herzog von Berry; französisch Prince Louis-Auguste de France, duc de Berry; † 21. Januar 1793 in Paris als Bürger Louis Capet) aus dem Haus Bourbon wurde nach dem Tod seines Vaters 1765 Dauphin und nach dem seines Großvaters 1774 König von Frankreich und Navarra. Er war der letzte König des Ancien Régime.
Ludwig XVI. übernahm von seinem Großvater Ludwig XV. einen Staat am Rande des finanziellen Ruins. Da er die Krise im Rahmen der absolutistischen Monarchie nicht bewältigen konnte, berief er 1789 zum ersten Mal seit 175 Jahren die Generalstände ein und setzte damit eine Entwicklung in Gang, die zur Französischen Revolution führte. In deren Verlauf musste er 1791 der Umwandlung Frankreichs in eine konstitutionelle Monarchie zustimmen. Als deren Oberhaupt amtierte er nunmehr als König der Franzosen. Der Nationalkonvent setzte ihn im September 1792 ab und verurteilte ihn am 20. Januar 1793 wegen „Verschwörung gegen die öffentliche Freiheit und Anschlägen gegen die nationale Sicherheit“ zum Tode. Am folgenden Tag wurde Ludwig XVI. mit der Guillotine öffentlich hingerichtet.

## Leben

### Kindheit

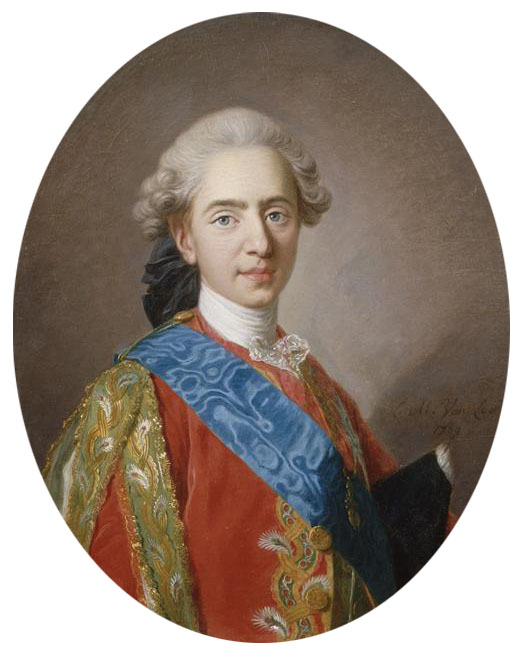
Louis-Auguste als Thronfolger (gemalt von Louis-Michel van Loo, 1769)

Porträt von Elisabeth Vigée-Lebrun: Marie-Therese und Louis Joseph, 1784

Ludwig-August von Frankreich wurde am 23. August 1754 im Schloss Versailles geboren. Er war der vierte von insgesamt acht überlebenden Nachkommen des französischen Dauphin (Kronprinzen) Louis Ferdinand de Bourbon und dessen zweiter Ehefrau Maria Josepha von Sachsen. Die Geburt eines Prinzen von Geblüt war ein politisches Ereignis, das entsprechend dem Hofzeremoniell in Anwesenheit zahlreicher Würdenträger und Repräsentanten stattfand. Mit einem Te Deum in der Schlosskapelle und einem Feuerwerk ordnete König Ludwig XV. die obligatorischen Festlichkeiten an und verlieh seinem Enkel den Titel Herzog von Berry (duc de Berry). Hinter seinem Vater und dem älteren Bruder Louis-Joseph (* 1751), der aufgrund seiner Stellung die besondere Fürsorge der Eltern genoss, nahm der Neugeborene den dritten Rang in der Thronfolge ein.
In den ersten Lebensmonaten litt Ludwig an schwacher Gesundheit, da seine Amme ihn nicht ausreichend versorgen konnte und auf Anraten des Arztes Théodore Tronchin verbrachte er einige Monate in Meudon. Traditionell unterstand die Erziehung der „Kinder Frankreichs“ bis zum sechsten Lebensjahr der königlichen Gouvernante, in diesem Fall Marie-Louise de Rohan (Madame de Marsan), der Schwester des Prinzen von Soubise.
Der Dauphin galt als frommer und sittenstrenger Mann, der ein zurückgezogenes, fast „bürgerliches“ Familienleben dem verschwenderischen Lebenswandel am Hof Ludwigs XV. vorzog. Von politischer Verantwortung vollständig ausgeschlossen, legte Louis Ferdinand großen Wert auf eine gründliche und umfassende Ausbildung seiner vier Söhne, die sich durch die Grundprinzipien Frömmigkeit, Güte, Gerechtigkeit und Festigkeit auszeichnete. Mit sechs Jahren erfolgte der traditionelle Übergang der Prinzen zum Erwachsenenalter. 1760 ernannte der Vater mit dem Duc de la Vauguyon einen hohen Offizier und Veteranen des Siebenjährigen Krieges zum Prinzenerzieher, der selbst kleine Unachtsamkeiten hart bestrafte. Den Privatunterricht erteilten Kleriker, zu denen die Bischöfe Jean-Gilles du Coëtlosquet, Jean-Baptiste du Plessis d’Argentré und die Jesuiten Claude-François Lizarde de Radonvilliers und Guillaume François Berthier zählten. Seine Lehrer beschrieben Ludwig als gewissenhaften Schüler mit weit gefassten Fähigkeiten, der „sich in seinen Gesten weniger graziös als seine Brüder zeigte, aber was die Gründlichkeit des Urteils und die Qualitäten seines Charakters betreffe“ in nichts nachstehe. Allerdings zeichnete er sich durch eine große Schüchternheit und persönliche Unsicherheit aus, die nicht selten in unkontrollierte Brüskheit mündete. Durch den frühen Tod seines älteren Bruders am 21. März 1761 änderte sich die dynastische Bedeutung Ludwigs. Nunmehr rückte er in das Zentrum des Erziehungs- und Bildungsprogramms, die Lernerfolge überprüfte der Vater persönlich. Neben dem Erwerb von Fremdsprachen (Latein, Italienisch, Englisch und Deutsch) entwickelte Ludwig eine Vorliebe für Geschichte, Geographie und Mathematik. Als erster Bourbone interessierte er sich für Naturwissenschaften und den technischen Fortschritt.
Am 20. Dezember 1765 verstarb Louis Ferdinand an Tuberkulose und der elfjährige Ludwig wurde gemäß den Bestimmungen (Primogenitur) als „Monseigneur le Dauphin“ neuer Thronfolger. Fortan sollte der Unterricht die zukünftige Rolle als Herrscher vorbereiten und ihm das Bewusstsein vermitteln, als König ein von Gott anvertrautes Amt zu verwalten (Gottesgnadentum). Ausgangspunkt zur Unterweisung in Politik, Moral und Religion bildete der Erziehungsroman Die Abenteuer des Telemach von François Fénelon. Dieser verlangte von einem Monarchen Tugend, Verantwortungsbewusstsein gegenüber Gott, Liebe zu den Untertanen und Einsatz für deren Glück. Das spätere Selbstverständnis Ludwigs als Monarch wurde hiervon im Sinne eines patriarchalischen Königtums geprägt, jedoch blieb ihm die Lebenswirklichkeit der Bevölkerung fremd. Zeitgenossen erwähnten Ludwigs wenig vorteilhafte Erscheinung, der aufgrund seines plumpen Körperbaus zu ungelenken Bewegungen neigte. Jedoch äußerte man sich weitaus positiver über ihn, nachdem er neuer Thronfolger geworden war. Dies geht z. B. aus dem Tagebuch der Herzogin von Northumberland hervor, die schrieb:

„Ich stellte ihn mir gräßlich vor, doch ganz im Gegenteil gefiel mir seine Erscheinung sehr gut. Er ist groß und schlank, hat ein interessantes Gesicht und kluge Augen, die bei seinem ziemlichen blassen Teint sehr groß wirken. Das blonde Haar steht ihm sehr gut zu Gesicht.“

### Familie

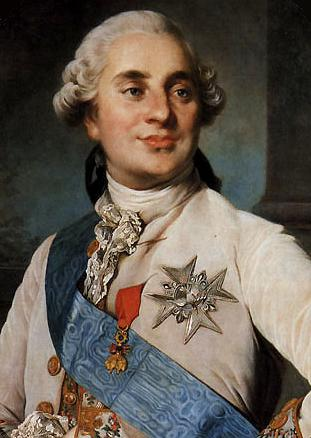
Ludwig XVI. 1775. Gemälde von Joseph Siffred Duplessis

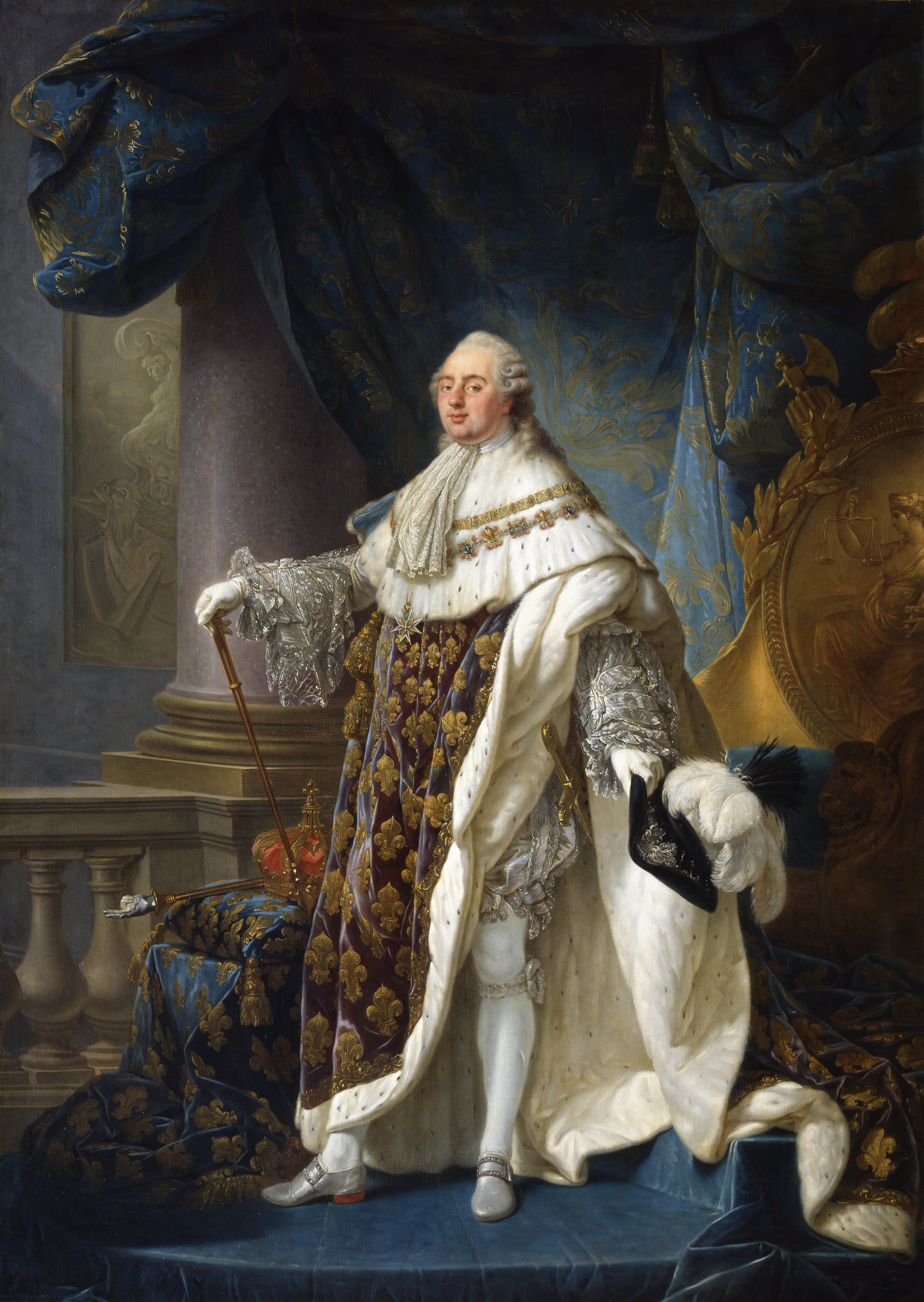
Ludwig XVI. im Krönungsornat. Gemälde von Antoine-François Callet aus dem Jahr 1779.

Ludwigs Vorgänger als König war sein Großvater Ludwig XV. Als sein ältester Bruder starb, rückte Ludwig XVI. mit sechs Jahren zum nächsten Thronfolger nach seinem Vater auf. Als auch dieser starb, wurde Ludwig XVI. zum rechtmäßigen Nachfolger. Am 16. Mai 1770 heiratete der 15-jährige Kronprinz zur Festigung des französisch-österreichischen Bündnisses die ein Jahr jüngere habsburgische Prinzessin Marie Antoinette, Tochter des Kaiserpaars Franz I. Stephan und Maria Theresia. Die Ehe blieb acht Jahre kinderlos, was zu Gerüchten in der Öffentlichkeit beitrug, Ludwig sei impotent. Heute wird vermutet, dass die Kinderlosigkeit an einer Phimose oder einem zu festen Hymen Marie Antoinettes lag. Jedenfalls wurde das Problem durch ärztliche Hilfe oder einen Rat von Ludwigs Schwager Joseph II. behoben. Der Ehe entstammten vier Kinder:
- Marie Thérèse Charlotte (1778–1851)
- Louis Joseph (1781–1789)
- Charles Louis (1785–1795)
- Sophie Hélène Beatrice (1786–1787).

Als erster Bourbonenkönig hatte Ludwig XVI. keine Mätresse.

## Herrschaft

### Ancien Régime
Als sein Großvater Ludwig XV. am 10. Mai 1774 starb, wurde Ludwig XVI. mit 19 Jahren König. Er suchte zunächst einen Mentor und entschied sich für den 73-jährigen vormaligen Staatssekretär Graf von Maurepas. Die Krönung des Königs fand am 11. Juni 1775 in Reims statt. Anne Robert Jacques Turgot, der im August 1774 zum Generalkontrolleur der Finanzen berufen worden war, hatte zwar aus Kostengründen geraten, auf das aufwendige Sacre zu verzichten und stattdessen eine schlichte Zeremonie in Paris abzuhalten. Zudem sollte Ludwig auf den unzeitgemäßen Eid, er werde alle Häretiker bekämpfen, verzichten. Der fromme Ludwig wies dies zurück: Er war fest davon überzeugt, dass er selbst und seine Herrschaft Teil des göttlichen Heilsplans seien, was durch die Krönung und die Salbung mit dem heiligen Öl zum Ausdruck gebracht werde.
Hauptproblem Frankreichs war tatsächlich die hohe Staatsverschuldung. Ludwig zeigte sich hier als zwar gutwilliger, aber schwacher und unentschlossener Herrscher, dem es nicht gelang, sich vom Einfluss der Entourage seiner Frau zu befreien. Die radikalen Reformen von Turgot und Malesherbes stießen auf den Widerstand des Adels, und Ludwig hatte nicht den Mut oder die Kraft, sie durchzusetzen. Turgot wurde entlassen, Malesherbes trat 1776 zurück und wurde durch Jacques Necker ersetzt. Die Unentschlossenheit und Passivität, mit denen Ludwig auf die sich verschärfende Krise reagierte, wird von einigen Historikern auf einen Nervenzusammenbruch mit anschließendem, jahrelangem Realitätsverlust zurückgeführt. Dem hält der britische Historiker Ambrogio Caiani seinen phlegmatischen Charakter und die im 18. Jahrhundert unter Monarchen verbreitete Taktik entgegen, sich undurchschaubar zu geben und seine Motive zu verheimlichen.
Ludwig XVI. gründete 1776 zwölf Königliche Militärschulen als „Vorbereitungsklassen“ für die École militaire in Paris, die noch heute in den Gebäuden am Champ de Mars existiert. Außenpolitisch gelang es Ludwig, Frankreichs Position als Seemacht wieder zu stärken, indem er die Marine immens ausbaute. Diese konnte nun erneut mit jener Großbritanniens konkurrieren. Frankreich konnte sich damit im Amerikanischen Unabhängigkeitskrieg, den auch Necker befürwortete, gegen die Engländer behaupten. Im Jahr 1777 wurde die Unabhängigkeit der Vereinigten Staaten anerkannt, ein Jahr später trat Frankreich an der Seite der USA in den Krieg ein. Der anschließende heftige Seekrieg hatte seine Schwerpunkte in West- und Ostindien. Durch Ludwigs militärische Intervention verhalf Frankreich den Amerikanern zur Unabhängigkeit und konnte 1783 auf der Siegerseite den Frieden von Paris vermitteln. Doch der Unabhängigkeitskrieg riss ein gewaltiges Loch in die Staatsfinanzen, während er für Frankreich territorial weitgehend mit Status quo ante endete. Jacques Necker wurde 1781 entlassen und durch Charles Alexandre de Calonne ersetzt.
Ludwig XVI. zeigte wenig Interesse, die Politik seines Bündnispartners Österreich zu unterstützen. Am 14. März 1778 bat Kaiser Joseph II. den König angesichts eines drohenden österreichisch-preußischen Krieges um seine Vermittlung und fragte an, ob er im Falle einer preußischen Aggression bereit sei, Truppen zu stellen, wie im Vertrag von 1756 festgelegt. Am 30. März antwortete Ludwig, die Aufgabe eines Vermittlers gehe über seine Rolle hinaus, und im Falle einer preußischen Aggression könne er keine andere Position als die der Neutralität beziehen. Auch als Friedrich II. am 7. Juli 1778 in Böhmen einmarschierte, erklärte sich Ludwig nicht zugunsten Österreichs. Als 1784 ein Krieg zwischen Österreich und den Niederlanden drohte, warnte er vor den unberechenbaren Folgen und bot an zu vermitteln. Nach dem Friedensschluss schloss er sogar 1785 ein Bündnis mit Holland. Auch zögerte er trotz Marie Antoinettes Drängen, dem Plan des Kaisers zuzustimmen, die Österreichischen Niederlande gegen das ehemalige Kurfürstentum Bayern zu tauschen.
Ihm war es als einzigem König im 18. Jahrhundert gelungen, einen Krieg gegen England zu gewinnen. Aber genau dieser Sieg sollte sich als Mitursache seines Untergangs herausstellen, denn die Kriegskosten steigerten die Staatsverschuldung ins Unermessliche. Zum anderen brachten die in Amerika eingesetzten Soldaten das aufklärerische Gedankengut der Amerikanischen Revolution mit nach Hause. Außerdem betrieben die Adligen, allen voran der Herzog von Orléans, genannt Philippe Égalité, und die von Ludwig im Jahr 1774 zurückgerufenen Parlamente, eine harte Oppositionspolitik. Hinzu kam die zunehmende Unbeliebtheit der Königin beim Volk, die unter anderem durch die Halsbandaffäre (1785) in Misskredit geriet. Der aufsehenerregende Prozess zeigte erstmals ein selbstbewusstes Parlament. Widrige Umstände wie zwei schlechte Ernten und ein harter Winter mit Versorgungsengpässen für die Pariser Bevölkerung trugen dazu bei, dass die Legitimität des Königs 1789 in den Augen vieler seiner Untertanen immer weiter schwand.

### Der Beginn der Revolution

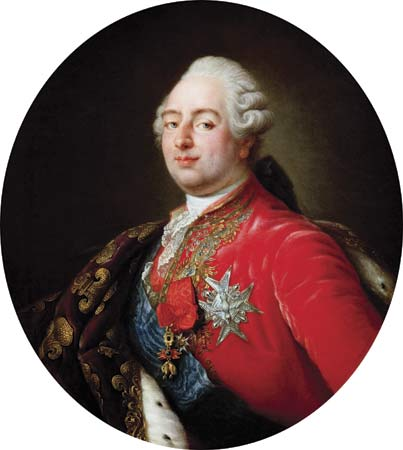
Ludwig XVI. 1786. Gemälde von Antoine-François Callet

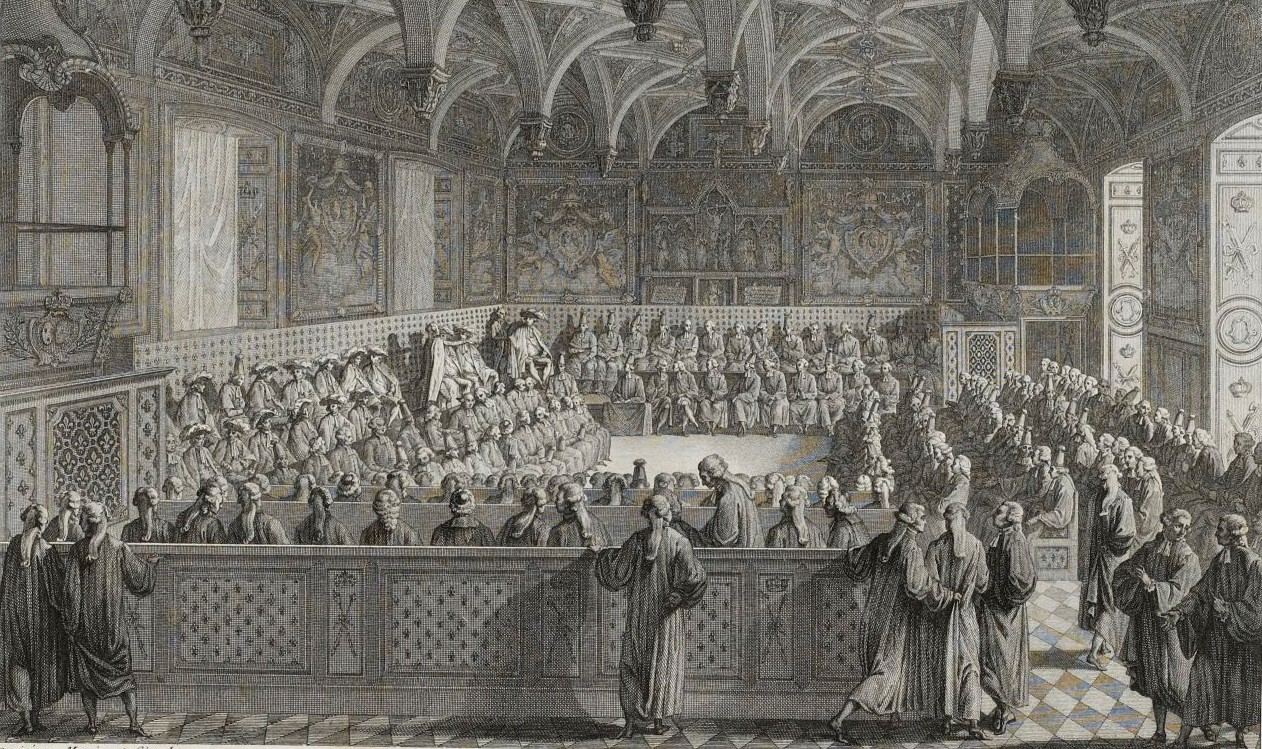
Parlamentssitzung vom 19. November 1787 (Musée de la Révolution française)

Um einen drohenden Staatsbankrott abzuwenden, berief Ludwig im Dezember 1786 eine Notabelnversammlung ein. Deren Beratungen brachten aber kein Ergebnis und schienen auf eine Beschränkung seiner Macht hinauszulaufen, weshalb Ludwig am 25. Mai 1787 beschloss, sie aufzulösen. Auf Vorschlag von Étienne Charles de Loménie de Brienne hieß er zudem in der Nacht vom 14. auf den 15. August das Parlament, sich nach Troyes zurückzuziehen. Mit diesem Ereignis begannen die persönlichen Angriffe gegen den König, zumal er während der Sitzung plötzlich einschlief und dabei laut schnarchte. Am 26. August ernannte er Brienne zum leitenden Minister, ein Titel, den er bis dahin noch niemandem verliehen hatte. Zur Reformpolitik der neuen Regierung gehörte das Edikt von Versailles, das erste Ansätze zu einer religiösen Toleranz beinhaltete.
Brienne versuchte, den zögernden König zur Einberufung der Generalstände zu bewegen, um die drängenden Finanzprobleme zu lösen. Am 19. November 1787 verlangten bei einer feierlichen Parlamentssitzung mehrere Redner nachdrücklich, die Generalstände bereits 1788 oder 1789 einzuberufen. Als der König ausweichend antwortete, warf ihm der Herzog von Orléans vor, sein Verhalten sei ungesetzlich. Daraufhin ließ Ludwig seinen Cousin auf dessen Schloss verbannen, außerdem verbannte er zwei weitere Parlamentarier.
1788 berief Ludwig auf Drängen Marie Antoinettes Necker wieder zum Finanzminister, der zugleich Briennes Demission durchsetzte. Da der König keinen leitenden Minister mehr ernannte, war praktisch nunmehr Necker in dieser Position. Zu dieser Zeit kam es zu immer mehr Diskussionen, wie das Land künftig regiert werden sollte.
Um finanzielle Reformen zu verabschieden, berief der König 1789 die Generalstände ein, die seit 1614 nicht mehr zusammengetreten waren. Die Feierlichkeiten begannen am 4./5. Mai, wobei der König, als er mit dreistündiger Verspätung erschien, ohne besondere Bekundung der Freude begrüßt wurde. Während des anschließenden Gottesdienstes in der Kirche Saint-Louis nickte er ein. Am nächsten Tag erschien er gegen Mittag zur Eröffnung der Generalstände. In seiner nichtssagenden Ansprache erwähnte er nur das Problem der Staatsschuld und warnte vor einem übertriebenen Wunsch nach Neuerungen. Die Darlegung der tatsächlichen Lage überließ er Necker.
Am 17. Juni erklärten sich die Abgeordneten des Dritten Standes zur Nationalversammlung. Der König hielt sich zu dieser Zeit in Marly auf und konnte sich nicht dazu entschließen, dem Vorschlag Neckers zu folgen und den Forderungen des Dritten Standes entgegenzukommen. Dessen Bestrebungen gipfelten am 20. Juni im Ballhausschwur. Am 21. Juni hielt der König in demonstrativer Abwesenheit Neckers eine Rede an die Generalstände. Die Beratungen des Dritten Standes seien nichtig, ungesetzlich und wider die Grundsätze des Königreiches. Andererseits erklärte er sich bereit, die individuelle Freiheit, die Pressefreiheit und die Abstimmung der Generalstände nach Köpfen statt nach Ständen anzuerkennen. In der mit allem monarchischen Pomp eröffneten Séance royale trug Ludwig am 23. Juni 1789 den vollständig versammelten Generalständen seine Vorschläge zur Reform des Staates vor: Er akzeptierte die Pressefreiheit sowie das Recht der Stände, Steuern und Anleihen zu bewilligen. Gleichzeitig hoffte er, die privilegierten Stände würden mit dem Prinzip der steuerlichen Gleichbehandlung einverstanden sein. Die versöhnliche Wirkung dieser Zugeständnisse machte er aber gleich wieder zunichte, indem er in schneidendem Ton drohte, wenn der dritte Stand auf einer Abstimmung nach Köpfen statt nach Ständen beharre, würde er die Versammlung gewaltsam auflösen lassen. Nach Beendigung seiner Rede befahl er den Anwesenden auseinanderzugehen. Adlige und Kleriker gehorchten, der Dritte Stand aber bestritt dem König die Legitimation, die Nationalversammlung zu vertagen. Graf Mirabeau beschied daher Ludwigs Großzeremonienmeister, dem Marquis de Dreux-Brézé: „Richten Sie denjenigen, die Sie gesandt haben, aus, daß die Gewalt der Bajonette gegen den Willen der Nation nichts auszurichten vermag“.
Bei seiner Rückkehr nach Versailles fand er Neckers Rücktrittserklärung vor. Gleichzeitig zeigte sich erstmals eine aufgebrachte Menschenmenge vor dem Schloss und ergoss sich in Höfe und Säle. Auf dringende Bitten des Königs machte Necker seinen Rücktritt rückgängig, und am 27. Juni ersuchte der König in einem Schreiben den Klerus und den Adel, sich dem Dritten Stand anzuschließen. Am selben Tag gab er jedoch auch den Befehl, Truppen am Rande der Hauptstadt zusammenzuziehen. Rings um Paris sammelten sich die Regimenter, und Ludwig ernannte am 30. Juni Victor-François de Broglie zum Generalmarschall der Truppen. Am 10. Juli erklärte Ludwig auf das Ersuchen der Versammlung hin, die Truppen seien da, um ihn zu schützen. Am 11. Juli entließ er Necker – eine Provokation des Dritten Standes. Am 13. Juli stellte Ludwig ein neues Kabinett zusammen mit de Broglie als Kriegsminister.
Am Nachmittag des 13. Juli inspizierten der König und die Königin ausländische Regimenter, die kurz zuvor eingetroffen waren. Zu welchem Zweck die Truppen zusammengezogen wurden, ist in der Forschung umstritten. Laut dem französischen Historiker Albert Soboul steckte dahinter die Absicht des Königs, die Nationalversammlung aufzulösen, sein Kollege Michel Vovelle glaubt, damit habe sich eine „königliche Gegenoffensive“ abgezeichnet. Der britische Historiker John Hardman hält dagegen Ludwigs Angaben für glaubhaft, dass die Soldaten für Ruhe und Ordnung sorgen und die Schlösser des Königs und namentlich Versailles gegen Plünderungen sichern sollten.
Die Pariser Stadtbevölkerung glaubte an böse Absichten des Königs. Am 14. Juli fand der Sturm auf die Bastille statt. Etwas später erschien der König überraschend in der Nationalversammlung und kündigte an, er werde seine Truppen zurückziehen. Viele erleichterte Abgeordnete geleiteten ihn daraufhin zum Schloss und riefen: „Es lebe der König!“ Dessen ungeachtet wurde am 16. Juli in einer Sitzung des Staatsrates der Plan diskutiert, Versailles zu verlassen und fern der Hauptstadt den Kampf gegen die Revolution aufzunehmen. Der König entschied sich jedoch, zu bleiben und rief abermals Necker zurück. Als Zeichen seines guten Willens fuhr er am 17. Juli in die Hauptstadt, um den Neuerungen seine Zustimmung zu geben.
Am 5. August 1789 beschloss die Nationalversammlung, sämtliche Feudalrechte abzuschaffen, am 26. August folgte die Erklärung der Menschen- und Bürgerrechte. Der König weigerte sich aber, diesen Beschlüssen durch seine Unterschrift Gesetzkraft zu verleihen. Als am 14. September das Régiment de Flandre nach Versailles verlegt wurde, wuchs das Misstrauen erneut. Am 21. September bat Graf Mirabeau im Namen der Nationalversammlung den König, er möge erklären, warum er die Truppen gerufen habe. Am 23. September traf das Regiment mit 1100 Infanteristen in Versailles ein. Am 1. Oktober veranstaltete die 600 Mann starke Leibwache des Königs mit dessen Zustimmung ein Bankett mit 210 Gedecken für das Régiment de Flandre, bei dem auch die königliche Familie erschien. Am 3. und 4. Oktober gab es erneut Bankette für das Regiment.
Die Berichte über diese Gelage lösten in Paris, wo hungernde Menschen vor den Bäckereien Schlange standen, Empörung aus. Am 4. Oktober riefen Redner wie Jean Paul Marat und Georges Danton das Volk zu den Waffen. Am 5. Oktober brach der König dennoch zur Jagd in den Wäldern von Meudon auf. Zahlreiche aufgebrachte Bürger (darunter viele Frauen (Poissarden)) und Nationalgardisten strömten unterdessen nach Versailles. Gegen drei Uhr am Nachmittag kam der König zurück und beriet mit seinen Ministern, was zu tun sei. Er empfing eine Delegation der Frauen, die nach Brot schrien, schickte sie in die Küche und versprach, dass es an Brot nicht fehlen werde. Jean-Joseph Mounier bat den König, jetzt die Erklärung der Menschenrechte zu unterschreiben, doch der König war unentschlossen. Als er befahl, die Kutschen anzuspannen, stürzte sich die Menge auf die Wagen, zerschnitt das Geschirr und führte die Pferde weg. Der König sah sich genötigt, nun die Dekrete zu unterschreiben. Das aufgebrachte Volk schien beruhigt, und der König verbrachte noch einmal eine Nacht im Schloss.
Am frühen Morgen des 6. Oktober drangen noch vor Tagesanbruch mit Spießen und Messern bewaffnete Demonstrantinnen in das Schloss ein. Als die Menge nach dem König rief, überredete ihn La Fayette, er möge sich dem Volk zeigen. Die königliche Familie zeigte sich auf dem Balkon, während La Fayette zu der Menge sprach. Diese rief: „Nach Paris! Nach Paris!“ Tatsächlich sah sich der König gezwungen, mit seiner Familie nach Paris in den Palais des Tuileries umzuziehen. Als er in Paris ankam, wurde er von der Menge mit Jubelrufen empfangen: „Wir haben den Bäcker, die Bäckerin und den kleinen Bäckerjungen!“ Dieser Ruf fußt auf dem alten Glauben an die magische Kraft eines Königs, welcher angeblich auf diese Weise die Versorgung mit Nahrungsmitteln sichern könne.
In diesem anfänglichen Stadium der Revolution erließ die Nationalversammlung am 10. Oktober 1789 anlässlich der Diskussion über die Art, Gesetze zu verkünden, Ludwigs neuen Herrschertitel: Louis, par la grâce de Dieu, et la loi constitutionnelle de l’État, Roi des Français („Ludwig, König der Franzosen von Gottes Gnaden und kraft der Verfassung des Staates“). Der neue Titel König der Franzosen zeigte den demokratischen Ursprung seiner Herrschaft an: Die Nation, verstanden als Gesamtheit der Bürger Frankreichs, war nun statt seiner Trägerin der Souveränität und delegierte die staatliche Gewalt auf ihn, weshalb er ihr zu Treue verpflichtet war.

### Entmachtung und Sturz

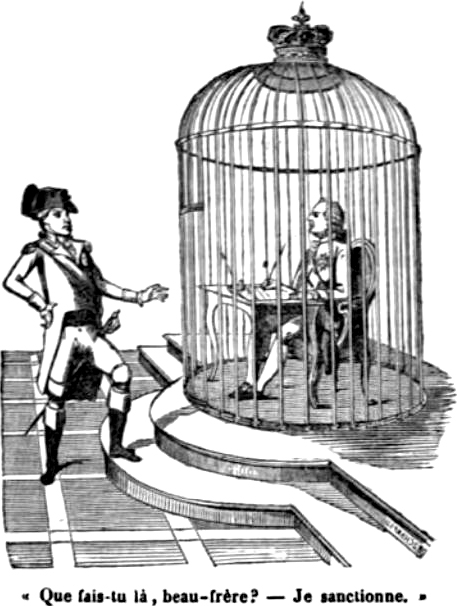
„Die freie Unterschrift“. Französische Karikatur aus dem Jahr 1792. Kaiser Leopold II.: „Was machst du da, Schwager?“ Ludwig XVI. (im Käfig): „Ich unterschreibe.“

Am 4. Februar 1790 verkündete Ludwig vor der Nationalversammlung feierlich, er und die Königin nähmen die Verfassung vollständig an. Am 6. Juni 1790 durfte die Königsfamilie mit Erlaubnis der Nationalversammlung nach Saint-Cloud reisen. Der König unternahm wieder lange Jagdpartien, es wurden Komödien gespielt, Konzerte gegeben und Spazierfahrten unternommen. Am 12. Juli beschloss die Nationalversammlung die Zivilverfassung des Klerus: Der Landbesitz der Kirche wurde verstaatlicht, Kleriker wurden von nun an gewählt und vom Staat bezahlt, mussten aber einen Eid auf die zu beschließende Verfassung leisten. Das brachte für Ludwig das Fass zum Überlaufen, denn diese Regelungen schwächten nicht nur seine, sondern auch die Autorität der Bischöfe und des Papstes und drohten, zu einer Kirchenspaltung zu führen. Am 14. Juli reiste er nach Paris zurück, um am Föderationsfest auf dem Champ de Mars teilzunehmen. Der König schwor auf Nation und Gesetz, aber nicht wie gewünscht am Vaterlandsaltar in der Mitte des Platzes. Ein Jahr später wiederholte er diesen Eid. Wieder zurück in Saint-Cloud nahm er den abermaligen Rücktritt Neckers entgegen, der die Finanzkrise nicht hatte lösen können, und bildete ein neues Kabinett aus Anhängern La Fayettes.
Seit Frühjahr 1790 verbreitete sich das Gerücht, an Ludwigs Hof gebe es ein „österreichisches Komitee“: Marie-Antoinette schleiche sich nachts als Mann verkleidet in den Bois de Boulogne, um mit Feinden der Revolution konterrevolutionäre Ränke zu schmieden. Vor allem Radikale wie Marat und die Girondisten, eine Gruppierung der Jakobiner, verbreiteten diese Verschwörungstheorie. Die Existenz eines solchen Komitees konnte nie bewiesen werden. Die historische Forschung schätzt, dass die Zeitgenossen den Einfluss, den die Königin auf ihren Mann hatte, stark übertrieben. Ende Oktober kehrte das Königspaar nach Paris zurück, wo es eisig empfangen wurde. Am 13. November zogen demonstrierende Sansculottes zu den Tuilerien, und der König flüchtete ins Dachgeschoss, doch die postierte Nationalgarde konnte die Menge abdrängen. Am 28. Februar 1791 hingegen zogen Adlige, mit Degen, Jagdmessern und Pistolen bewaffnet, zu den Tuilerien, um das Königspaar vor Angriffen zu schützen. La Fayette entwaffnete sie im Beisein des Königs.
Obwohl die königliche Familie die Erlaubnis erhalten hatte, über Ostern ein paar Tage in Saint-Cloud zu verbringen, wurde sie von der Nationalgarde mit aufgepflanzten Bajonetten über zwei Stunden in ihrer Karosse am Losfahren gehindert und von einer wütenden Menge beschimpft. Der König kehrte schließlich in das Schloss zurück.

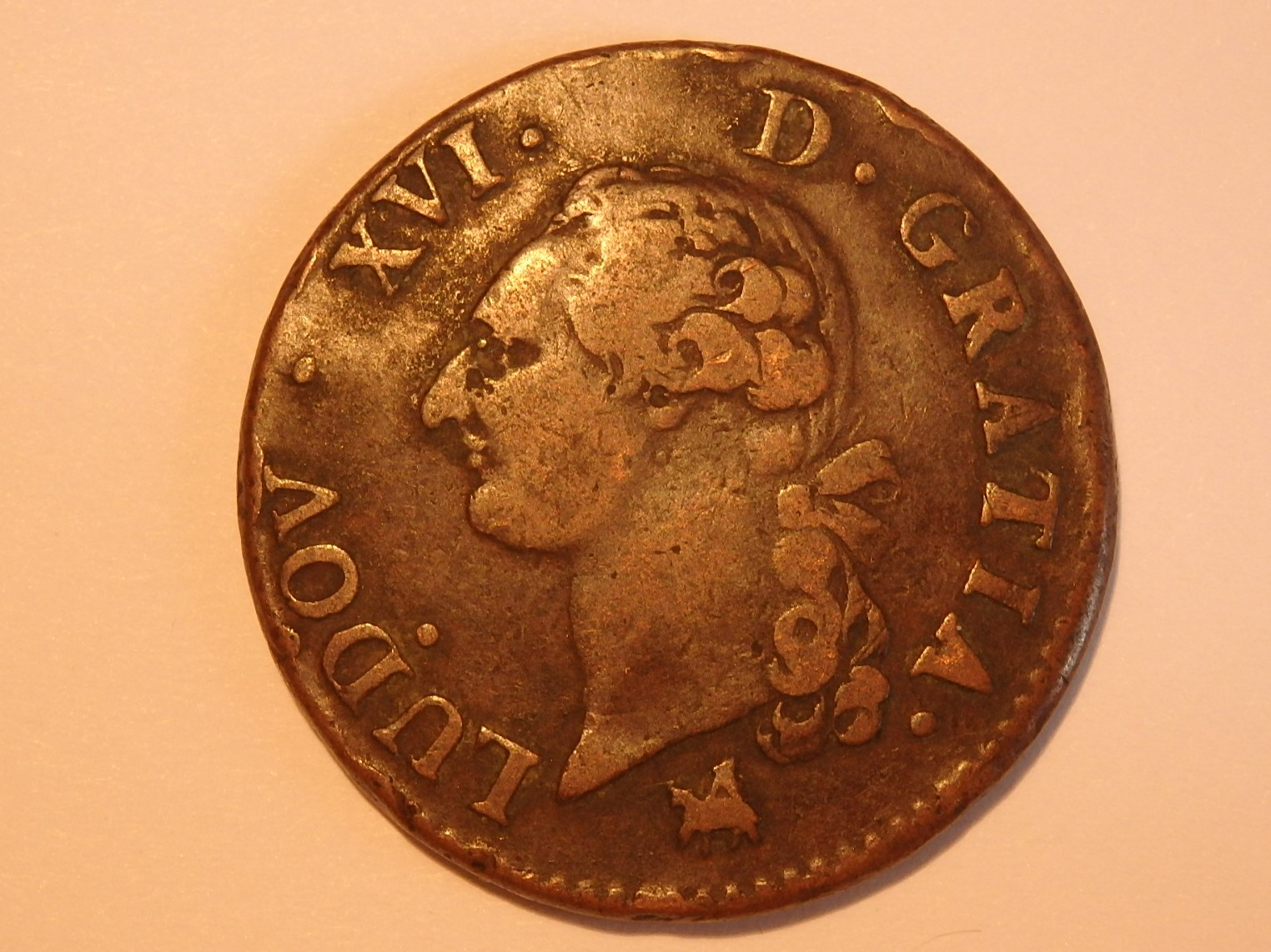
Ludwig XVI. auf Kupfermünze des Jahres 1791

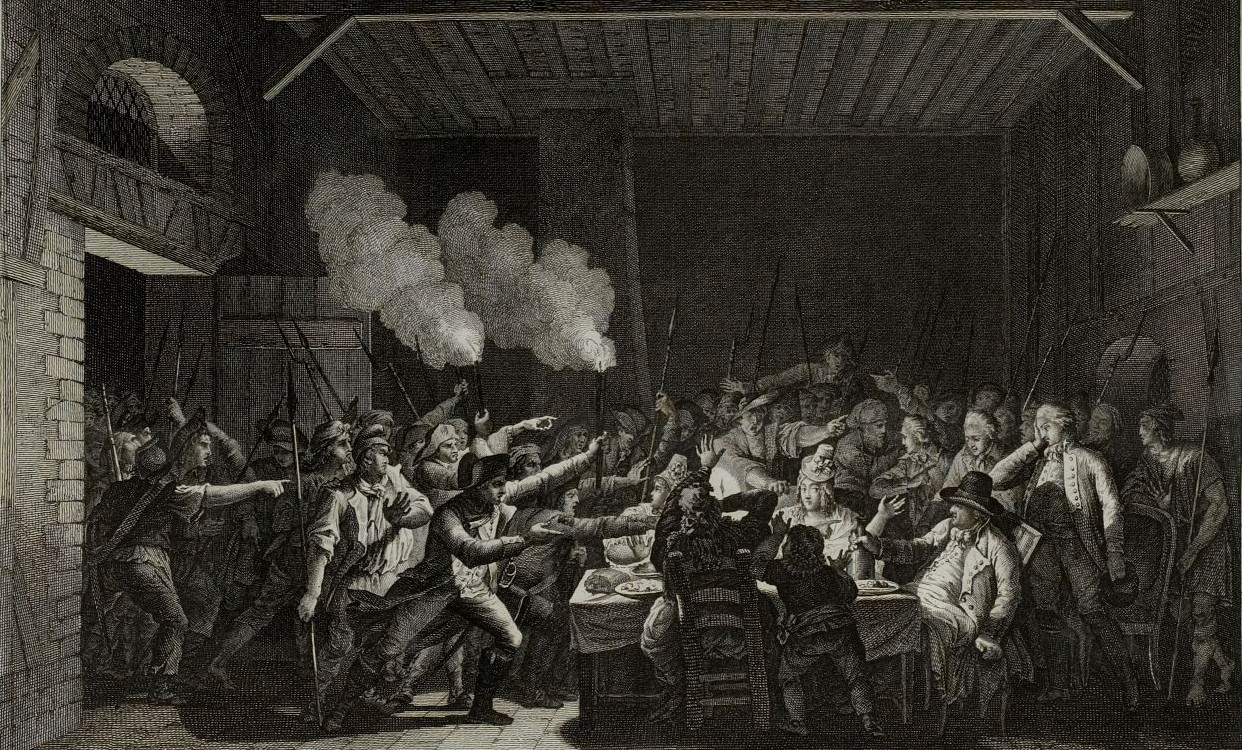
Jean-Louis Prieur: Die Verhaftung Ludwigs XVI. in Varennes am 22. Juni 1791 (Stahlstich, vor 1796)

Am 20. Juni 1791 unternahm der König die so genannte Flucht nach Varennes: Verkleidet als Kammerdiener und unterstützt vom Liebhaber der Königin Hans Axel von Fersen brach er mit seiner Familie mitten in der Nacht in einer Berline von Paris Richtung Osten auf. In einer Proklamation an die Franzosen, die er in Paris zurückließ, widerrief er alle Zugeständnisse, die er seit Oktober 1789 gemacht hatte. Als Gründe für seine Flucht nannte er den Verlust seines Einflusses auf Regierung und Militär sowie die allgemeine Unordnung, für die er die revolutionären Klubs und die radikale Pariser Publizistik verantwortlich machte. Er warf der Nationalversammlung vor, aus der Monarchie ein „leeres Trugbild“ gemacht zu haben. In ihrer konstitutionellen Form sei sie „ein metaphysisches und philosophisches Regierungssystem […], das in der Praxis nicht funktionieren könne“. Daher rief er seine „treuen Untertanen“ dazu auf, endlich die wahren Absichten der Revolutionäre zu erkennen, die das „Vaterland“ unter dem Vorwand seiner Erneuerung zerstören wollten: „Wendet euch von neuem eurem König zu; er wird immer euer Freund sein“.
Darüber, was Ludwig mit seiner Flucht letztlich bezweckte, herrscht bis heute keine Einigkeit: Versuchte er in die Österreichischen Niederlande zu gelangen, um von dort aus mit militärischer Gewalt das Ancien Régime wieder herzustellen? Oder wollte er vielmehr in die lothringische Festung Montmédy, deren Kommandant François-Claude-Amour de Bouillé ihm treu ergeben war, um von dort ohne Druck der Pariser Sansculotten, dafür aber mit Unterstützung der Provinzen Einfluss auf die Ausarbeitung der neuen Verfassung zu nehmen? Volker Sellin sieht in der Flucht den Versuch, eine plebiszitäre Herrschaft zu begründen: Der König habe sich zum Verfassungsstaat bekannt und die Zusagen bekräftigt, die er im Juni 1789 gemacht hatte. Die Nationalversammlung aber habe er delegitimiert und stattdessen ein unmittelbares Vertrauensverhältnis zwischen Volk und Monarch stiften wollen.
Wie auch immer, Ludwig erreichte sein Reiseziel nicht: In dem kleinen Ort Varennes war Ludwig anhand seines Konterfeis auf einer Münze von dem Sohn eines Postmeisters erkannt worden. Die königliche Familie wurde anschließend von Angehörigen der Nationalgarde nach Paris zurückgeführt und der König vorübergehend von seinen Ämtern suspendiert. Er war nun faktisch ein Gefangener, auch wenn er noch einige seiner Privilegien genoss. In einer Befragung durch drei Abgeordnete am 25. Juni hinsichtlich seiner Flucht wurde er schonend behandelt, zumal er seine Verbundenheit mit der Verfassung beteuerte. Am 13. Juli verkündete die Kommission zur Aufklärung der „Entführung“ Ludwigs, dem König sei nichts vorzuwerfen. Das Ergebnis der Kommission wurde angenommen und der König für unantastbar erklärt. Da sie zu diesem Zeitpunkt keine Alternative zur geplanten Einführung der konstitutionellen Monarchie in der Verfassung sahen, einigten sich die Abgeordneten der Nationalversammlung darauf, den Fluchtversuch als „Entführung“ auszugeben, und beließen Ludwig im Amt – nicht, weil sie von seiner Treue zu den Idealen der Revolution überzeugt gewesen wären, sondern einfach weil sie ihn brauchten: Man konnte sich nicht vorstellen, dass ein großer Flächenstaat wie Frankreich eine andere Staatsform haben könnte als die Monarchie. In der Öffentlichkeit wurde Ludwig aber immer häufiger als Hochverräter denunziert, der an einem „feigen und treulosen Komplott der Häuser Bourbon und Habsburg“ teilnehme. Der radikale Jakobiner Louis Antoine de Saint-Just nannte ihn einen „neuen Catilina […], einen Verräter, [der] nicht König der Franzosen ist, sondern König von einigen Verschwörern“.
Am 27. August erklärten Kaiser Leopold II. und König Friedrich Wilhelm II. von Preußen in der Pillnitzer Deklaration ihr Ziel, „den König von Frankreich in die Lage zu versetzen, in vollkommener Freiheit die Grundlage einer Regierungsform zu befestigen, welche den Rechten der Souveräne und dem Wohle Frankreichs entspricht.“ Diese Solidaritätserklärung mit dem König bei gleichzeitiger Drohung mit militärischer Intervention musste das Misstrauen der Revolutionäre gegen Ludwig verstärken, die ihn und insbesondere seine Frau verdächtigten, Leopold II. zu einer Intervention bewegen zu wollen. Tatsächlich warnte aber Ludwig im September 1791 seine Brüder Louis Stanislas Xavier und Charles Philippe, die ins Exil gegangen waren, brieflich vor einer solchen Strategie: Man könne ein Land nicht gegen den Willen seiner Bewohner regieren, und solange der blieb, wie er war, sei ein militärischer Sieg wertlos. Anscheinend fügte sich Ludwig in die neuen Verhältnisse: Am 14. September legte er in der Salle du Manège, dem Tagungsort der Nationalversammlung, den Eid auf die neue Verfassung ab. Frankreich wurde zur konstitutionellen Monarchie. Er galt nun nicht mehr als Herrscher von Gottes Gnaden, sondern eher als erster Repräsentant des Volkes. Den Gesetzen der Nationalversammlung hatte er durch seine Unterschrift Rechtskraft zu verleihen, allenfalls konnte er durch sein aufschiebendes Veto ihr Inkrafttreten hinauszögern.
Nach den Verfassungsfeierlichkeiten, die am 18. September auf dem Champ de Mars stattfanden, fuhr der König in offener Kutsche über die Avenue des Champs Élysées, und zuweilen ertönte der Ruf: „Es lebe der König!“ Das Vertrauen der meisten Abgeordneten in seinen guten Willen hatte Ludwig durch seinen unklugen Fluchtversuch indes nachhaltig erschüttert. Von seinem königlichen Prestige war nichts mehr übrig. Das Ereignis gab deshalb republikanischen Gruppierungen in der Nationalversammlung starken Auftrieb. Als der König Ende 1791 sein Veto gegen zwei Dekrete einlegte, verstärkte sich das Misstrauen.
Die Gefahr eines Krieges mit Österreich und Preußen wuchs. Sowohl die Girondisten als auch der König waren dafür. Am 14. Dezember berichtete Ludwig der Gesetzgebenden Nationalversammlung, er habe Clemens Wenzeslaus von Sachsen, dem Erzbischof von Trier ein Ultimatum gestellt: Wenn er nicht bis zum 15. Januar die Armee der Emigranten, die sich in Koblenz versammelte, auflöse, werde er ihn als einen Feind Frankreichs betrachten und ihm den Krieg erklären. Weil mehrere seiner Minister Bedenken äußerten, Frankreich sei noch nicht bereit für einen Krieg, entließ sie Ludwig im März 1792 und installierte eine neue Regierung, die von Girondisten geleitet wurde (Erstes Kabinett der Gironde). Am 20. April 1792 legte er der Nationalversammlung die Kriegserklärung gegen Österreich vor, die mit großer Mehrheit angenommen wurde. Der Erste Koalitionskrieg begann. Warum Ludwig, der um die Schwäche der Armee durchaus wusste, dennoch für den Krieg war und sich zu diesem Zweck sogar mit den antimonarchistischen Girondisten zusammentat, ist nicht endgültig geklärt. Der Historiker Jean Tulard meint, dass Ludwig glaubte, in jedem Fall vom Krieg zu profitieren: Bei einem Sieg Frankreichs würde sein Prestige enorm gesteigert werden, bei einer Niederlage würden die siegreichen absolutistischen Mächte seine alte Macht wieder herstellen. John Hardman dagegen sieht keine Anzeichen dafür, dass sich Ludwig – anders als seine Frau – über den Kriegsausbruch wirklich freute. Laut Wolfram Siemann „nötigte“ die Nationalversammlung den König, der Kriegserklärung zuzustimmen.
Bald kam es zu schweren Rückschlägen in Belgien, wo Truppen ihre adeligen Offiziere im Bunde mit dem Feind wähnten und ihnen den Gehorsam verweigerten. Am 18. Mai beschworen die versammelten Generäle den König in Valenciennes, so schnell wie möglich um Frieden zu bitten. Dieser hingegen legte wieder gegen zwei Dekrete der Gesetzgebenden Nationalversammlung sein Veto ein: Am 27. Mai war die Deportation aller den Eid auf die Verfassung verweigernden Priester beschlossen worden, am 8. Juni die Errichtung eines Lagers für 20.000 Nationalgardisten in Paris, die am jährlichen Föderationsfest teilnehmen sollten. Am 12. Juni entließ er gegen den Willen der Versammlung seine girondistischen Minister und berief ein gemäßigtes Ministerium. Am 20. Juni drang eine bewaffnete Menschenmenge in das Schloss ein und verlangte vom König, sein Veto zurückzunehmen. Der blieb standhaft, konnte die aufgebrachte Ansammlung aber beruhigen, indem er sich eine Jakobinermütze aufsetzte und auf das Wohl der Nation trank. Die Gesetzgebende Versammlung überging am 2. Juli das königliche Veto und rief für den 14. Juli zum Föderationsfest auf.
Im Krieg blieb der König weitgehend untätig. Trotz der bedrohlichen militärischen Lage begab er sich nicht an die Front, um den Soldaten seine Verbundenheit mit den gemeinsamen Idealen zu demonstrieren, sondern wartete ab. Die Rolle, die ihm die Verfassung zuwies, machte er sich nicht zu eigen, was für den Historiker Volker Sellin einer der Gründe dafür ist, dass er sie kurz darauf verlor. Es war nicht der König, es war die Nationalversammlung, die am 11. Juli erklärte, „das Vaterland in Gefahr“. Am 25. Juli 1792 veröffentlichte der Kommandant der deutschen Invasionstruppen Herzog Karl Wilhelm Ferdinand von Braunschweig ein Manifest, in dem er der Stadt Paris und ihren Bewohnern „eine beispiellose und für alle Zeiten denkwürdige Rache“ androhte, sollten sie Ludwig oder seiner Familie etwas antun. Dieses Manifest wurde von den Revolutionären als Beweis einer Kollaboration von Ludwig XVI. mit den Feinden Frankreichs verstanden. Ludwigs Erklärung, er werde alles tun, dass Frankreich im Krieg den Sieg davontrage, überzeugte nicht mehr. Als die Nationalversammlung es ablehnte, über die Absetzung des Königs zu beraten, die die Radikalen um Maximilien de Robespierre schon länger gefordert hatten, beschlossen die Sektionen der Hauptstadt, den Aufruf der Jakobiner zu befolgen und die Monarchie gewaltsam zu stürzen.
Nach dem Sturm auf die Tuilerien am 10. August 1792 wurde der König mit seiner Familie am 13. August 1792 verhaftet und im Temple eingekerkert. Bei der zwei Stunden dauernden Überführung saß die königliche Familie in einer von nur zwei Pferden gezogenen Hofkarosse, die von Nationalgardisten begleitet wurde, während von allen Seiten Spottverse und Beschimpfungen erschollen. Da er nicht mehr König war, wurde er von nun an nur noch Bürger Louis Capet (bezugnehmend auf Hugo Capet, den Ahnherrn des französischen Herrschergeschlechts) angesprochen.
In der ersten Sitzung des Nationalkonvents wurde am 21. September 1792 die Republik ausgerufen (l’an 1 de la République française) und der König offiziell entthront (la royauté est abolie en France). Als Ludwig das entsprechende Dekret vorgelesen wurde, ließ er sich nichts anmerken. Am nächsten Tag erfuhr er, dass die französischen Truppen in der Kanonade von Valmy den preußischen Vormarsch nach Paris zum Stehen gebracht hatten.
Am 29. September wurde Ludwig in den großen Wehrturm gebracht, in den man drei Wochen später auch die übrigen Familienmitglieder einquartierte. Die Haftbedingungen wurden ständig verschärft, und am 20. November entdeckte man in den Tuilerien einen geheimen Safe, den Ludwig dort ein halbes Jahr zuvor hatte einbauen lassen. Dort fanden sich zahlreiche Dokumente, die bewiesen, dass er royalistische Zeitungen finanziert und ein Netz von Geheimagenten aufgebaut hatte, die allein ihm berichteten. Auch hatte er Politiker bestochen – Mirabeau etwa hatte von ihm monatlich 5.000 Franc erhalten.

### Prozess und Hinrichtung

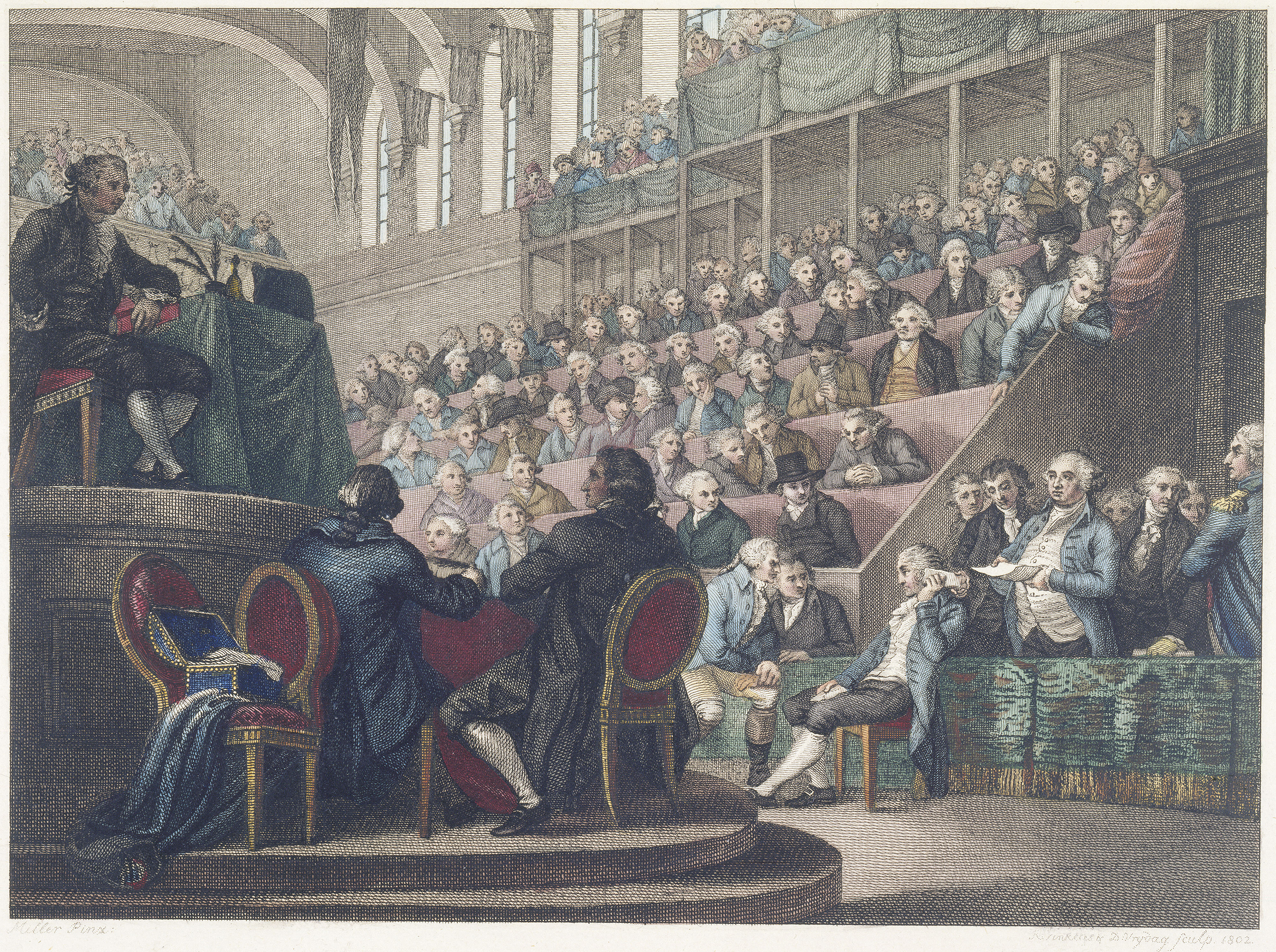
Reinier Vinkeles: Das Plädoyer Ludwigs XVI. vor dem Konvent, 26. Dezember 1792. Stich, ca. 1793–1796

Hinrichtung Ludwigs XVI. (Kupferstich aus dem Jahr 1793, rechts im Bild der leere Sockel des Reiterstandbilds Ludwigs XV.).

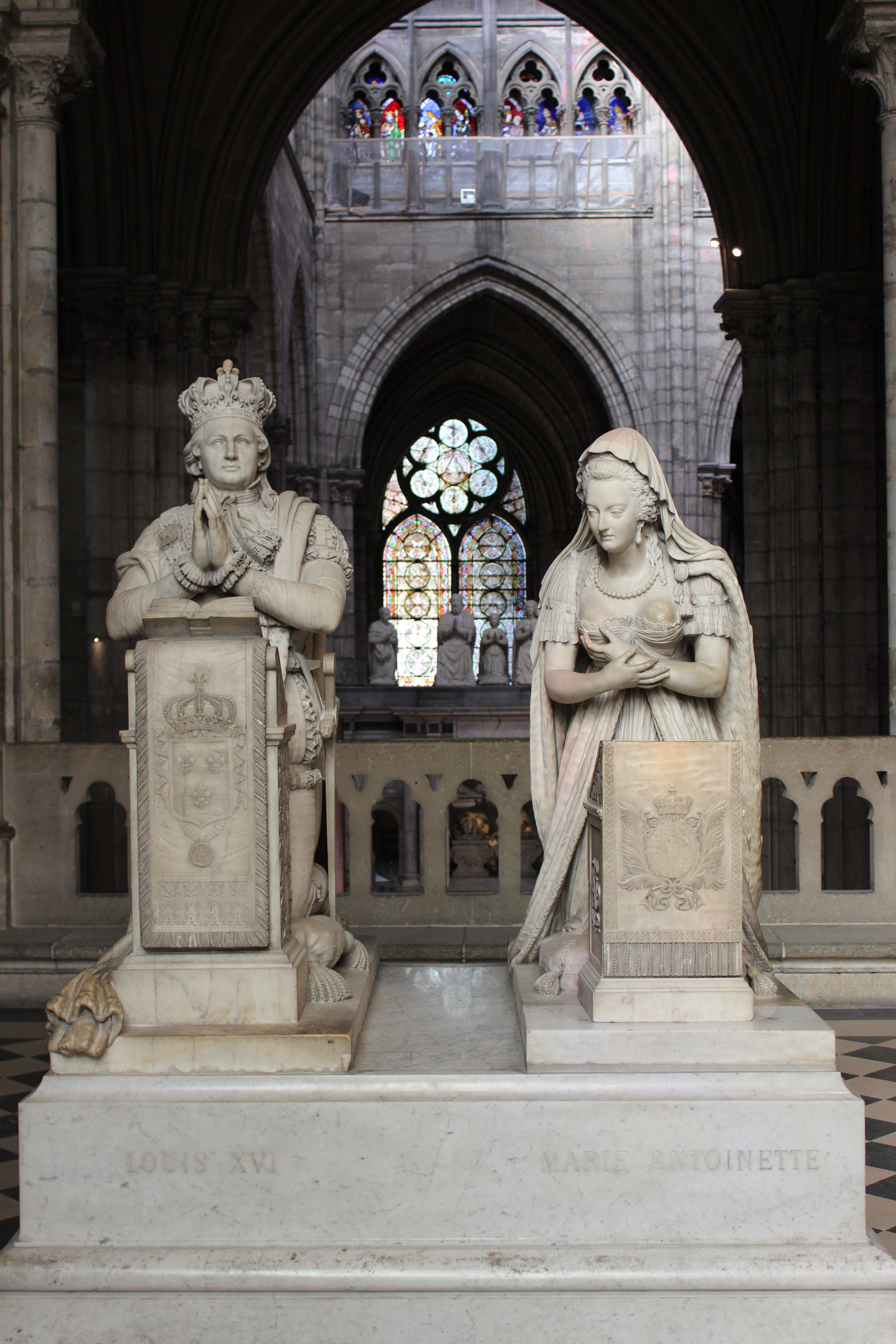
Grab von Ludwig XVI. und Marie-Antoinette in der Kathedrale von Saint-Denis

Die Frage, ob man den ehemaligen König vor Gericht stellen könne, den die Verfassung doch für unantastbar erklärte, war zwischen den regierenden Girondisten und der radikaleren Bergpartei umstritten. Der Gesetzgebungsausschuss des Konvents prüfte vom 16. Oktober an die Frage und bejahte sie am 7. November 1792 schließlich in seinem Bericht mit Blick auf die Volkssouveränität: Es sei das Recht der Nation, die dem König gewährte Immunität auch wieder zurückzunehmen. Obwohl er nunmehr ein ganz normaler Bürger sei, könne kein gewöhnliches Gericht für ihn zuständig sein, sondern nur eines, das die ganze Nation repräsentiere: der Konvent. Ein Ausschuss solle beauftragt werden, eine Liste der Anklagepunkte zusammenzutragen, gegen die Ludwig sich verteidigen und über die dann namentlich abgestimmt werden sollte. Der gemäßigte Abgeordnete Charles-François-Gabriel Morisson eröffnete die Debatte mit dem Hinweis auf den Rechtsgrundsatz Nulla poena sine lege: Man müsse Ludwig nach dem Recht beurteilen, das zur Zeit seiner Verbrechen gegolten habe, und zu der Zeit sei er eben immun gewesen. Der radikale Saint-Just erwiderte, es handele sich gar nicht um eine rechtliche, sondern eine politische Frage: Ludwig sei ein Feind und stehe außerhalb des Gesellschaftsvertrags. Man habe ihn nicht zu beurteilen, sondern vielmehr zu bekämpfen. Wenn man nicht die Ausrufung der Republik desavouieren wolle, müsse man ihn hinrichten: „Jeder König ist ein Rebell und Usurpator“. Ähnlich äußerte sich am 3. Dezember auch Robespierre: Es gelte nicht einen Prozess zu führen, sondern eine Maßnahme des Gemeinwohls zu ergreifen. Wer vorschlage, einen Prozess zu führen, der wolle zum monarchischen oder konstitutionellen Despotismus zurück:

« C’est une idée contre-révolutionnaire, car c’est mettre la révolution elle-même en litige. […] Si Louis est innocent, tous les défenseurs de la liberté deviennent des calomniateurs ; les rebelles étaient les amis de la vérité et les défenseurs de l’innocence opprimée ; tous les manifestes des Cours étrangères ne sont que des réclamations légitimes contre une faction dominatrice. »

„Das ist eine konterrevolutionäre Idee, denn sie bedeutet, der Revolution selbst den Prozess zu machen […] Wenn Ludwig unschuldig ist, dann werden aus den Verteidigern der Freiheit Verleumder, und dann sind die Rebellen auch nicht länger Freunde der Wahrheit und der unterdrückten Unschuld. Alle Manifeste der ausländischen Höfe sind dann nur noch legitime Beschwerden gegen eine herrschsüchtige Partei.“

Robespierre bekannte sich zu seiner bisherigen Ablehnung der Todesstrafe, hier wollte er aber eine Ausnahme machen: «Louis doit mourir, parce qu’il faut que la patrie vive» – „Ludwig muss sterben, weil das Vaterland leben muss.“ Der Dokumentenfund im geheimen Safe schien Ludwig vollends zu delegitimieren und einen weiteren Aufschub schließlich unmöglich erscheinen: Am 6. Dezember stimmte der Konvent dem vorgeschlagenen Procedere zu.

Grabstätte Ludwigs XVI. in Saint-Denis (Detail)

Der Prozess begann am 11. Dezember vor dem Nationalkonvent mit der Verlesung der Anklagepunkte. Ludwigs Verteidiger Raymond de Sèze argumentierte, die Verfassung erkläre die Person des Königs für unverletzlich, daher dürfe er nicht verurteilt werden. Die Girondisten schlossen sich dieser Argumentation an und verlangten eine Volksbefragung. Nach dem Zensuswahlrecht der Verfassung waren aber nur wohlhabende Männer über 25 Jahre stimmberechtigt, was eine Verurteilung unwahrscheinlich machte. Robespierre warnte daher vor einer Volksbefragung, die „die Republik unnötigerweise erschüttern“ würde. Ersatzweise argumentierte die Verteidigung, wenn man Ludwig schon den Prozess mache, dann nicht vor dem Konvent, sondern vor einem ordentlichen Geschworenengericht. Ludwig wurde während des Prozesses zweimal angehört, was aber nur seine Delegitimierung vollends sichtbar machte. Hatten drei Jahre zuvor die Volksvertreter seine Rede nur stehend anhören dürfen, so musste er sich jetzt als Angeklagter vom Vorsitzenden Bertrand Barère anherrschen lassen: „Louis, setzen Sie sich!“
Im Januar 1793 argumentierte Robespierre in einem offenen Brief, das Volk habe Ludwig beim Tuileriensturm und beim Krieg gegen die Invasoren bereits zweimal schuldig gesprochen, und warnte davor, „uns durch Anarchie und Zwietracht zurück in das Königtum treiben zu wollen“.
Am 14. Januar 1793 begannen die Beratungen über das Urteil. Nicht wenige Abgeordnete fürchteten, dass sie oder ihre Familien Opfer von Repressionen werden würden, wenn sie nicht gegen Ludwig abstimmten, denn die Atmosphäre war hoch emotionalisiert und die Ränge der Salle du Manège dicht mit Zuhörern besetzt. Die erste Frage, ob Ludwig sich „der Verschwörung gegen die öffentliche Freiheit und der Anschläge gegen die nationale Sicherheit“ («la conspiration contre la liberté publique et la sûreté générale de l’État») schuldig gemacht habe, beantwortete der Konvent in namentlicher Abstimmung einmütig mit Ja, nur elf Abgeordnete weigerten sich, mit abzustimmen. In einer zweiten Abstimmung sprachen sich 426 : 278 dagegen aus, den Urteilsspruch dem Volk zur Abstimmung vorzulegen. Damit war die Gironde geschlagen. Die dritte Abstimmung über die Strafe zog sich vom 16. Januar vormittags bis zum 17. Januar 1793 am späten Abend hin, denn fast jeder Abgeordnete begründete sein Votum. Im Ergebnis stimmte eine knappe Mehrheit von 366 Abgeordneten für die Todesstrafe, mehrere Abgeordnete waren dem Votum des Girondisten Jean-Baptiste Mailhe gefolgt, der zwar für die Todesstrafe, aber für eine Aussetzung der Vollstreckung gestimmt hatte. Die Abstimmung wurde wiederholt, was eine Mehrheit von 387 : 334 ergab, doch zog man die 26 Stimmen von Mailhe und den Befürwortern seines Vorschlags ab. Somit ergab sich die knappestmögliche Mehrheit von 361 von 721 Abgeordneten für die Todesstrafe. Vom 19. bis zum 20. Januar wurde dann darüber abgestimmt, ob man das Urteil vollstrecken oder aussetzen solle. Bertrand Barère argumentierte, eine Aussetzung würde die inneren Auseinandersetzungen in Frankreich verlängern und somit nur den Invasionstruppen nutzen. Die Aussetzung wurde mit 380 : 310 Stimmen abgelehnt.
Damit stand das Urteil fest. Justizminister Dominique Joseph Garat teilte es Ludwig am Nachmittag des 20. Januar mit, der den Rest des Tages mit seinem Beichtvater Henry Essex Edgeworth verbrachte. Dieser begleitete Ludwig am kommenden Tag bei seinem letzten Gang. Am Vormittag des 21. Januar 1793 trat Ludwig zum Schafott auf der place de la Révolution, vormals place Louis XV. Die Guillotine war sinnfälligerweise direkt neben den Sockel des Reiterdenkmals Ludwigs XV. platziert worden, das beim Tuileriensturm im August 1792 entfernt worden war. 20.000 Menschen sahen zu, wie Ludwig sich kurz gegen den Henker Charles Henri Sanson wehrte, der ihm Handfesseln und Augenbinde anlegen wollte, und zu einer Ansprache ansetzte: „Volk, ich bin unschuldig! Ich vergebe …“ (französisch «Peuple, je suis innocent! Je pardonne …»). Der Kommandant der Garde nationale Antoine Joseph Santerre befahl seinen Trommlern zu spielen, um dessen weitere Worte zu übertönen. Ludwig wurde unter die Guillotine gelegt und enthauptet, seinen Kopf zeigte der Henker der Menge, die in den Hochruf «Vive la nation!» ausbrach.
In Europa rief die Hinrichtung vielfach Bestürzung hervor und stärkte die Entschlossenheit der Koalition, den Krieg gegen die „Königsmörder“ unerbittlich fortzusetzen. Papst Pius VI. erklärte, Ludwig sei als Märtyrer für den katholischen Glauben gestorben und könne zu gegebener Zeit heiliggesprochen werden.
Innerhalb Frankreichs kam es zu einem Attentat auf den Konventsabgeordneten Louis-Michel Le Peletier de Saint-Fargeau, der am 20. Januar 1793 von einem ehemaligen Mitglied der königlichen Leibgarde erstochen wurde. Insgesamt bedeutete die Hinrichtung eine Schwächung der royalistischen Opposition in Frankreich, da der vermeintlich gottbegnadete König vor aller Augen wie ein gewöhnlicher Mensch hingerichtet worden war.
Ludwigs Bruder Louis Stanislas Xavier, der spätere Ludwig XVIII., erklärte im Januar 1793, er übernehme die Regentschaft, doch wurde er weder von den europäischen Mächten noch von der royalistischen Opposition anerkannt. Am 16. Oktober 1793 wurde nach einem kurzen Prozess auch Ludwigs Frau Marie-Antoinette auf dem Revolutionsplatz guillotiniert. Sein überlebender Sohn Louis Charles starb 1795 im Alter von zehn Jahren im Temple-Gefängnis.
Ludwig wurde zunächst auf dem Friedhof de la Madeleine beigesetzt und 1815 in die Basilika Saint-Denis überführt.

## Nachwirkung
- Louis-seize bezeichnet die nach Ludwig XVI. benannte Stilrichtung in Architektur und Inneneinrichtung. Dieser Stil setzt bereits in der Regierungszeit Ludwigs XV. um 1765 ein.
- In dem von W. S. Van Dyke inszenierten Spielfilm Marie-Antoinette (Marie Antoinette, 1938) wird Ludwig XVI. von Robert Morley verkörpert.
- In dem Spielfilm Flucht nach Varennes von Ettore Scola aus dem Jahr 1982 spielt Ludwig XVI. nur eine Nebenrolle. Er wird dargestellt von Michel Piccoli.
- In Sofia Coppolas Spielfilm Marie Antoinette aus dem Jahr 2006 spielt Jason Schwartzman den König.
- Der Film Le Déluge. Der schwere Gang zur Guillotine (2024, Regie: Gianluca Jodice) stellt die Beziehung zwischen Louis XVI. (Guillaume Canet) und Marie-Antoinette (Mélanie Laurent) in den Monaten vor ihrer Hinrichtung ins Zentrum.

## Ahnentafel
| Vorfahren Ludwig XVI.         | Vorfahren Ludwig XVI.                                                                                    | Vorfahren Ludwig XVI.                                                                                    | Vorfahren Ludwig XVI.                                                                                    | Vorfahren Ludwig XVI.                                                                                    | Vorfahren Ludwig XVI.                                                                                    | Vorfahren Ludwig XVI.                                                                                       | Vorfahren Ludwig XVI.                                                                                    | Vorfahren Ludwig XVI.                                                                                    |
| ----------------------------- | --- | --- | --- | --- | --- | --- | --- | --- |
| Ururgroßeltern                | Louis de Bourbon, dauphin de Viennois (1661–1711) ⚭ 1680 Maria Anna Victoria von Bayern (1660–1690)      | Viktor Amadeus II. von Savoyen (1666–1732) ⚭ 1684 Anne Marie d’Orléans (1669–1728)                       | Rafał Leszczyński (1650–1703) ⚭ 1676 Anna Jabłonowska (1660–1727)                                        | Jan Karol Opalińsk (1642–1695) ⚭ 1678 Zofia Czarnkowska (1660–1701)                                      | Johann Georg III. von Sachsen (1647–1691) ⚭ 1666 Anna Sophie von Dänemark (1647–1717)                    | Markgraf Christian Ernst (Brandenburg-Bayreuth) (1644–1712) ⚭ 1671 Sophie Luise von Württemberg (1642–1702) | Kaiser Leopold I. (1640–1705) ⚭ 1676 Eleonore Magdalene von Pfalz-Neuburg (1655–1720)                    | Johann Friedrich von Braunschweig (1625–1679) ⚭ 1668 Benedicta Henriette von der Pfalz (1652–1730)       |
| Urgroßeltern                  | Louis de Bourbon, duc de Bourgogne (1682–1712) ⚭ 1697 Maria Adelaide von Savoyen (1685–1712)             | Louis de Bourbon, duc de Bourgogne (1682–1712) ⚭ 1697 Maria Adelaide von Savoyen (1685–1712)             | Stanislaus I. Leszczyński (1677–1766) ⚭ 1698 Katharina Opalińska (1680–1747)                             | Stanislaus I. Leszczyński (1677–1766) ⚭ 1698 Katharina Opalińska (1680–1747)                             | August II. von Polen (1670–1733) ⚭ 1693 Christiane Eberhardine von Brandenburg-Bayreuth (1671–1727)      | August II. von Polen (1670–1733) ⚭ 1693 Christiane Eberhardine von Brandenburg-Bayreuth (1671–1727)         | Kaiser Joseph I. (1678–1711) ⚭ 1699 Wilhelmine Amalie von Braunschweig-Lüneburg (1673–1742)              | Kaiser Joseph I. (1678–1711) ⚭ 1699 Wilhelmine Amalie von Braunschweig-Lüneburg (1673–1742)              |
| Großeltern                    | König Ludwig XV. (1710–1774) ⚭ 1725 Maria Leszczyńska (1703–1768)                                        | König Ludwig XV. (1710–1774) ⚭ 1725 Maria Leszczyńska (1703–1768)                                        | König Ludwig XV. (1710–1774) ⚭ 1725 Maria Leszczyńska (1703–1768)                                        | König Ludwig XV. (1710–1774) ⚭ 1725 Maria Leszczyńska (1703–1768)                                        | August III. von Polen, Kurfürst von Sachsen (1696–1763) ⚭ 1719 Maria Josepha von Österreich (1699–1757)  | August III. von Polen, Kurfürst von Sachsen (1696–1763) ⚭ 1719 Maria Josepha von Österreich (1699–1757)     | August III. von Polen, Kurfürst von Sachsen (1696–1763) ⚭ 1719 Maria Josepha von Österreich (1699–1757)  | August III. von Polen, Kurfürst von Sachsen (1696–1763) ⚭ 1719 Maria Josepha von Österreich (1699–1757)  |
| Eltern                        | Louis Ferdinand de Bourbon, dauphin de Viennois (1729–1765) ⚭ 1747 Maria Josepha von Sachsen (1731–1767) | Louis Ferdinand de Bourbon, dauphin de Viennois (1729–1765) ⚭ 1747 Maria Josepha von Sachsen (1731–1767) | Louis Ferdinand de Bourbon, dauphin de Viennois (1729–1765) ⚭ 1747 Maria Josepha von Sachsen (1731–1767) | Louis Ferdinand de Bourbon, dauphin de Viennois (1729–1765) ⚭ 1747 Maria Josepha von Sachsen (1731–1767) | Louis Ferdinand de Bourbon, dauphin de Viennois (1729–1765) ⚭ 1747 Maria Josepha von Sachsen (1731–1767) | Louis Ferdinand de Bourbon, dauphin de Viennois (1729–1765) ⚭ 1747 Maria Josepha von Sachsen (1731–1767)    | Louis Ferdinand de Bourbon, dauphin de Viennois (1729–1765) ⚭ 1747 Maria Josepha von Sachsen (1731–1767) | Louis Ferdinand de Bourbon, dauphin de Viennois (1729–1765) ⚭ 1747 Maria Josepha von Sachsen (1731–1767) |
| König Ludwig XVI. (1754–1793) | | | | | | | | |